# Троячек (Куявсько-Поморське воєводство)
Троячек (пол. Trojaczek) — село в Польщі, у гміні Пйотркув-Куявський Радзейовського повіту Куявсько-Поморського воєводства.
Населення — 36 осіб (2011).
У 1975-1998 роках село належало до Влоцлавського воєводства.

## Демографія
Демографічна структура станом на 31 березня 2011 року:
|          | Загалом | Допрацездатний вік | Працездатний вік | Постпрацездатний вік |
| -------- | ------- | ------------------ | ---------------- | -------------------- |
| Чоловіки | 17      | 5                  | 12               | 0                    |
| Жінки    | 19      | 5                  | 10               | 4                    |
| Разом    | 36      | 10                 | 22               | 4                    |